# 신치역 (후쿠시마현)
신치역(일본어: 新地駅)은 일본 후쿠시마현 소마 군 신치정에 있는 동일본 여객철도의 철도역이다.
조반선에서는 후쿠시마현의 최북단 역이며, 2011년 미야기-이바라키 앞바다 대지진으로 인한 지진 해일로 역사 전체와 선로가 모두 대파 되었다. 현재 역과 인근 선로를 인근 4개 역과 함께 내륙으로 이설중임에 따라 역의 영업이 전면 중단되었고, 2016년 12월 10일 다시 영업을 재개하였다.

## 역 구조
단선식 승강장과 섬식 승강장이 혼합된 2면 3선의 승강장이 있는 지상역으로, 승강장과 역사는 과선교로 연결되어 있다.

### 승강장
| 1 | ■ 조반선 (하행) | 와타리 · 이와누마 · 센다이 방면 |
| 2 | ■ 조반선 (상행) | 소마 · 하라노마치 · 이와키 방면 |

## 화랑

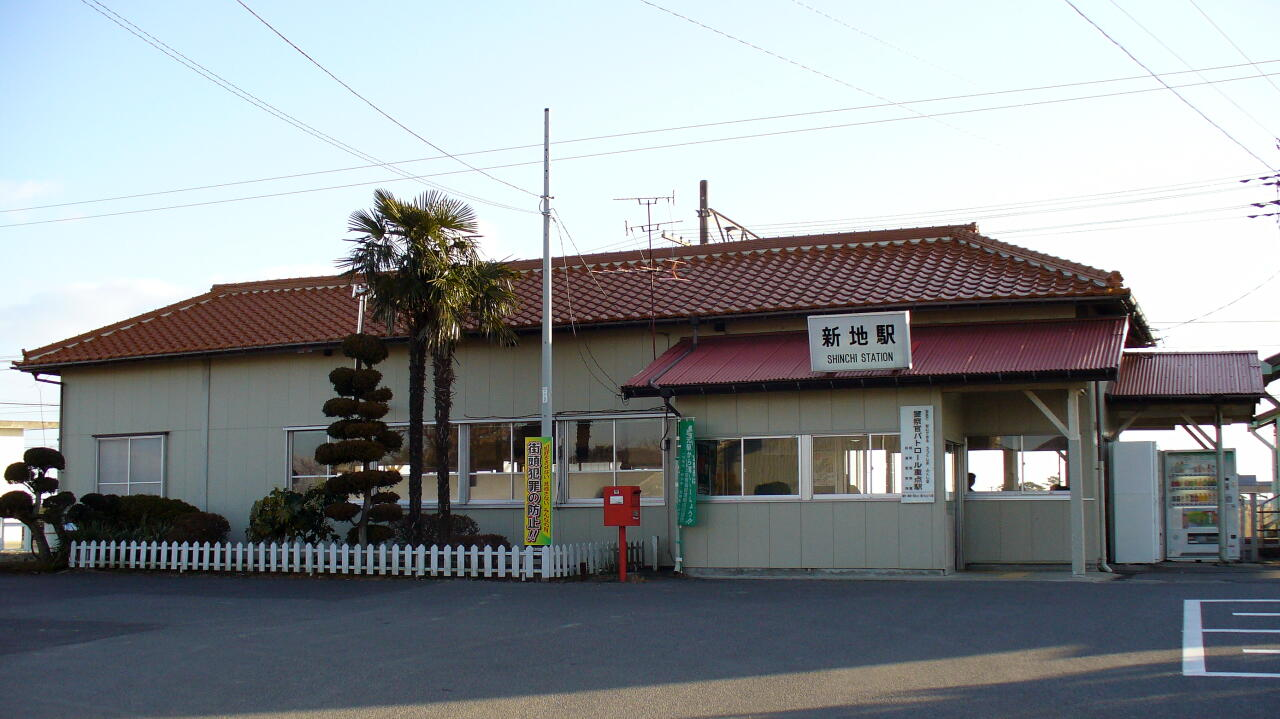
2011년 도호쿠 지방 태평양 해역 지진 발생 이전의 구 역사 모습(2008년 1월 20일)
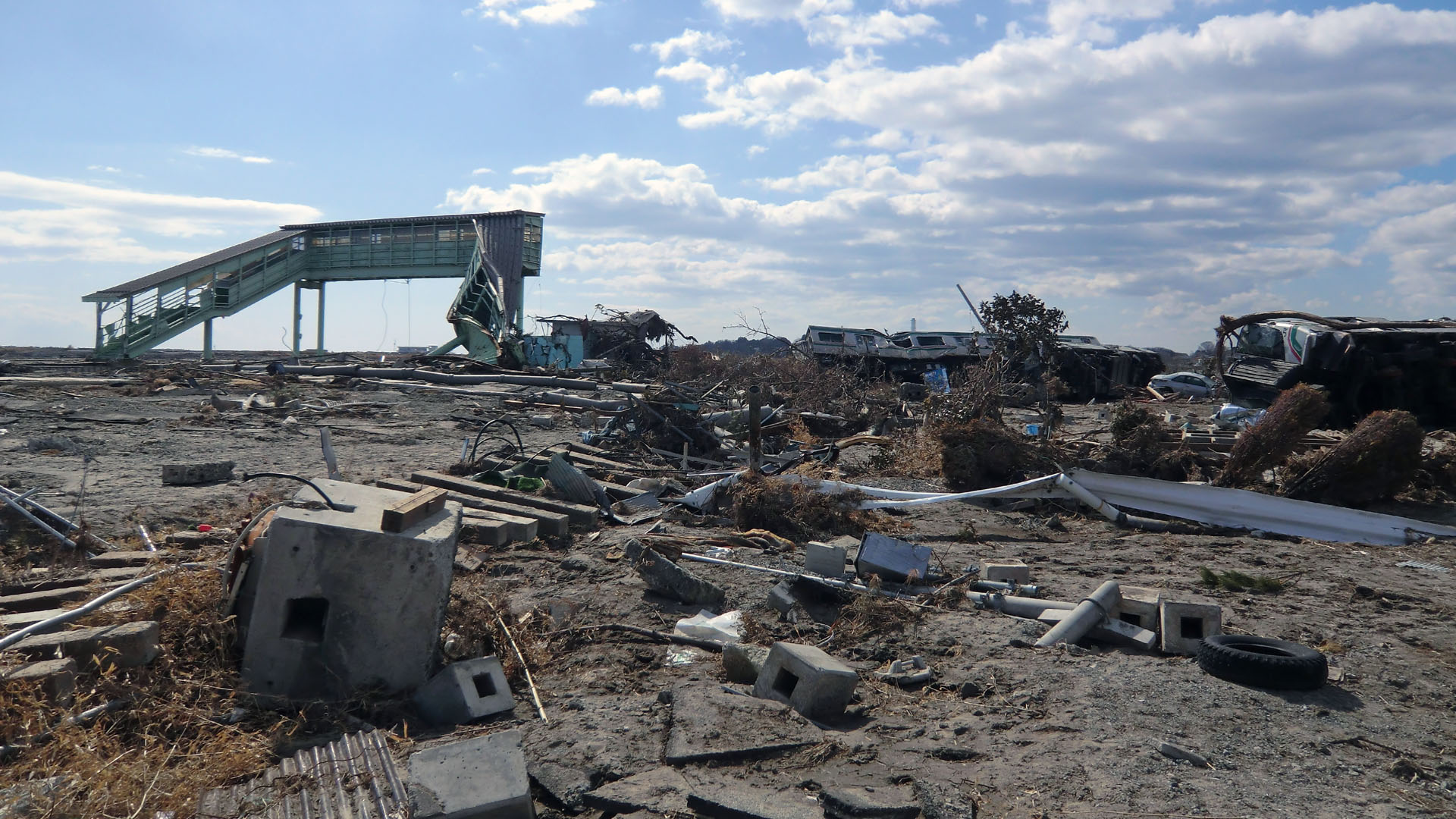
2011년 도호쿠 지방 태평양 해역 지진 발생 이후의 구 역사 모습(2011년 4월 4일)

## 역사
- 1897년 11월 10일: 일본철도의 철도역으로 개업하였다.
- 1906년 11월 1일: 일본철도 국유화.
- 1987년 4월 1일: 일본국유철도 분할 민영화에 따라 동일본 여객철도로 계승.
- 2009년 3월 14일: 스이카 카드 사용 개시.
- 2011년 3월 11일: 도호쿠 지방 태평양 해역 지진에 의한 지진 해일로 E721계 전동차 4량과 함께 역사가 대파되었다.
- 2016년 12월 10일: 서쪽으로 300 m 정도 이전해서[1] 영업 복귀.[2]

## 인접역
| 동일본 여객철도 조반선     | 동일본 여객철도 조반선 | 동일본 여객철도 조반선 |
| -------------------------- | ---------------------- | ---------------------- |
| 고마가미네 하라노마치 방면 | ■ 조반선               | 사카모토 센다이 방면   |